# Marco Amicabile
Marco Amicabile (né le 11 septembre 1990, à Desenzano del Garda) est un coureur cycliste italien, actif dans les années 2000 et 2010.

## Biographie
Bon sprinteur, Marco Amicabile a notamment remporté le Circuito del Porto-Trofeo Arvedi en 2010 et le Critérium international de Blida en 2014. Il s'est également imposé sur diverses courses amateurs en Italie. Malgré ses performances, il n'est jamais passé professionnel. 

## Palmarès

### Par année
- 2009
  - Trofeo SC Marcallo con Casone
  - 3e du Circuito Salese
- 2010
  - Coppa Comune di Piubega
  - Circuito del Porto-Trofeo Arvedi
  - Trofeo Comune di Valenza
  - Circuito Salese
  - 2e du Circuito di Paderno
  - 2e de la Coppa Città di Melzo
  - 2e du Trofeo Sportivi Magnaghesi
  - 3e de la Coppa Caduti Nervianesi
  - 3e du Trofeo SC Marcallo con Casone
- 2011
  - Coppa Città di Melzo
  - Giro delle Tre Province
  - Medaglia d'Oro Città di Monza
  - Circuito Guazzorese
  - Gran Premio Site
  - 2e de la Coppa Romano Ballerini
  - 2e du Giro delle Due Province
  - 3e de la Coppa Caduti Buscatesi
  - 3e de la Coppa Comune di Livraga
- 2012
  - 3e de la Coppa Città di Melzo
- 2013
  - Milan-Tortone
  - Medaglia d'Oro Città di Monza
  - 3e du Trofeo Lindo e Sano
- 2014
  - Gran Premio Società della Toscana
  - Critérium international de Blida
  - 3e du Giro delle Due Province

### Classements mondiaux
| Année           | 2010 | 2011   | 2012 | 2013 | 2014 |
| --------------- | ---- | ------ | ---- | ---- | ---- |
| UCI Europe Tour | 377e | 1 030e |      |      |      |
| UCI Africa Tour |      | 150e   |      |      | 36e  |